# Étienne Baudet
Pour les articles homonymes, voir Baudet.
Étienne Baudet (1638-1711) est un graveur de reproduction français.

## Biographie
Il naît à Greffier, commune de Vineuil (Orléanais et actuel département de Loir-et-Cher), le 3 août 1638, où son père est cultivateur et décède le 8 juillet 1711 , au Louvre, à Paris.
À 16 ans, il entre dans l'atelier de Sébastien Bourdon, à Paris, membre fondateur de l'Académie Royale de peinture et de sculpture.
En 1665, Étienne Baudet part pour Rome pour parfaire sa technique de gravure, et en revint en 1673. Dans cette ville, la famille Falconieri lui confie la reproduction de quatre tableaux de L'Albane : Les Amours de Vénus et d'Adonis, qui posèrent les bases d'une renommée solide.
En 1675, il est admis à l'Académie royale de peinture. En 1693, il devient graveur du Roy. Il s'installe au Louvre vers 1698 et est chargé par le roi Louis XIV de poursuivre la reproduction au burin de la collection des Statues et Bustes Antiques, commencée par Claude Mellan.
En 1690, il vend son domaine de Greffier, dont il était le seul héritier, dernier lien qui le rattachait à son Blésois natal.

## Œuvres

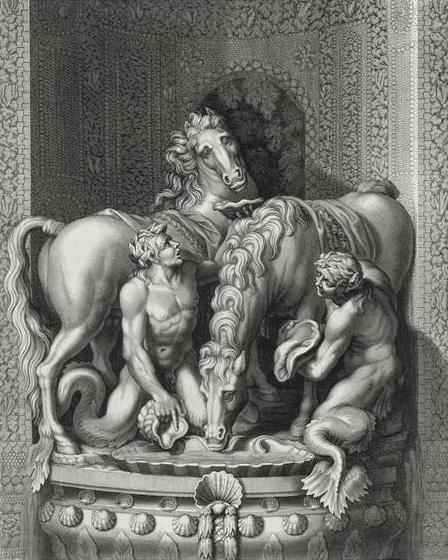
Chevaux du Soleil pansés par deux tritons,(1676).

### Gravures à l'eau-forte d'après Poussin
- Série de quatre paysages
  - Paysage avec Polyphème, d'après Nicolas Poussin (1648), gravée en 1701[1].
  - Paysage avec Diogène, Diogène jette son écuelle (vers 1701)[2].
  - Les Effets de la terreur (vers 1701)[3].
  - Paysage avec Orphée et Eurydice, Eurydice mordue par un serpent (vers 1701)[4].
- Une autre série de quatre paysages
  - Paysage avec un homme se lavant les pieds dans une fontaine ou La grande Route (1684)[5].
  - L'homme puisant de l'eau (vers 1684)[6].
  - Paysage avec les cendres de Phocion, une femme de Mégare recueille les cendres de Phocion (vers 1684)[7].
  - Les Funérailles de Phocion 1684[8].

### Autres paysages
- Paysage à la route sablonneuse, d'après Nicolas Poussin.
- Paysage aux quatre tireurs de filets, d'après Sébastien Bourdon (entre 1658 et 1665).
- Paysage aux baigneurs, d'après Sébastien Bourdon (entre 1658 et 1665).
- Les Amours de Vénus et d'Adonis, quatre tableaux (vers 1672)

### Bustes
- Bustes pour le Palais des Tuileries[9] : Cérès, Isocrate, dame romaine du temps d'Adrian, Trajan, etc.

### Bibliophilie
- Description de la grotte de Versailles, Imprimerie royale, Paris, 1679. Gravures par Jean Lepautre, François Chauveau, Jean Edelinck, Étienne Picart et Étienne Baudet.
- André Félibien, sieur des Avaux et de Javercy, Tableaux du Cabinet du Roy - Première partie, Imprimerie royale, 1679, Gravures par Gérard Edelinck, Étienne Picart, Gilles Rousselet, Antoine Masson, Étienne Baudet, Guillaume Chasteau, Gérard Audran et Gérard Scotin.
- Maximilien de Béthune (duc de Sully), Mémoires de Maximilien de Béthune, duc de Sully, principal ministre de Henry le Grand, mis en ordre, avec des remarques, par M.L.D.L.D.L., 3 tomes, Londres, 1747. Tome premier : frontispice gravé par Étienne Baudet d'après Louis Licherie et ornement au titre gravé par Étienne Fessard d'après le dessin de Hubert-François Gravelot.

## Mémoire
- Une rue de Blois porte le nom d'Étienne Baudet.